# 이장산섬
이장산섬(一江山岛)은 중화인민공화국 타이저우시 자오장구에 있는 섬으로 동중국해 해상에 있으며 다천섬으로부터 약 13km 떨어진 곳에 있다. 제1차 타이완 해협 위기 도중 1955년 1월 제7함대가 있었음에도 이장산 전투 도중 중화인민공화국에 의해 점령됐다.

## 같이 보기
- 저장성 (중화민국)
- 다천 군도